# Municipio de Nonoava
El municipio de Nonoava es uno de los 67 municipios en que se divide el estado mexicano de Chihuahua. Su cabecera es Nonoava.

## Demografía
Según el Conteo de Población y Vivienda de 2005 realizado por el Instituto Nacional de Estadística y Geografía, la población del municipio de Nonoava es de 2810 habitantes, de los cuales 1441 son hombres y 1369 son mujeres.

### Localidades
En el censo de 2020 el municipio de Nonoava contaba con 53 localidades.
| Código INEGI      | Localidad         | Población (2020) |
| ----------------- | ----------------- | ---------------- |
| 080490001         | Nonoava           | 1 359            |
| Otras localidades | Otras localidades | 1 398            |
| Total municipal   | Total municipal   | 2 757            |

## Presidentes municipales
- (2004 - 2007): Homero Carmona Carmona (PRI)
- (2007 - 2010): Ramiro Ochoa Ochoa (PRI)
- (2010 - 2013): Homero Carmona Carmona (PRI)
- (2013 - 2016): Isidro González Molina (PRI)
- (2016 - 2018): José Refugio Monge Quezada (PAN)
- (2018 - 2021): José Héctor Caro Villalobos (PAN)